# Eurocup 2019-20
La EuroCup 2019-20, por motivos de patrocinio 7DAYS EuroCup 2019-20, y se disputó a partir del mes de octubre de 2019. Esta es la duodécima edición de la competición en la era moderna de la EuroCup. Incluyendo la competición previa de la Copa ULEB, es la 18.ª edición de esta competición del baloncesto. La misma debió ser suspendida por la pandemia de coronavirus. Quedando el título vacante.[cita requerida]

## Equipos
Un total de 24 equipos participan en la EuroCup 2019-20.
- 1.º, 2.º, etc.: Clasificado a través de su liga doméstica según su posición final tras Playoffs.
- WC: Wild Card (invitación).

| Fase de grupos                | Fase de grupos          | Fase de grupos                 | Fase de grupos              |
| ----------------------------- | ----------------------- | ------------------------------ | --------------------------- |
| Umana Reyer Venezia (1.º)     | Partizan NIS (4.º)      | Limoges CSP (WC)               | UNICS (3.º)                 |
| Dolomiti Energia Trento (6.º) | Unicaja (6.º)           | Tofaş (3.º)                    | Lokomotiv Kuban (5.º)       |
| Segafredo Virtus Bologna (WC) | Joventut Badalona (7.º) | Galatasaray Doğa Sigorta (4.º) | Promitheas Patras (2.º)     |
| Germani Brescia Leonessa (WC) | MoraBanc Andorra (10.º) | Darüşşafaka Tekfen (WC)        | Maccabi Rishon LeZion (2.º) |
| Budućnost VOLI (2.º)          | AS Mónaco (2.º)         | EWE Baskets Oldenburg (3.º)    | Rytas (2.º)                 |
| Cedevita Olimpija (3.º)       | Nanterre 92 (4.º)       | ratiopharm Ulm (6.º)           | Asseco Arka Gdynia (3.º)    |

Notas
1. ↑  MoraBanc Andorra es un club con sede en Andorra (que no califica para competiciones europeas), pero participa en competiciones europeas a través de uno de las plazas para España (cualquier coeficiente de puntos que obtenga cuenta para España).
2. ↑  AS Monaco es un club con sede en Mónaco (que no califica para competiciones europeas), pero participa en competiciones europeas a través de uno de las plazas para Francia (cualquier coeficiente de puntos que obtenga cuenta para Francia).

## Árbitros
Los árbitros de cada partido fueron designados por una comisión creada para tal objetivo e integrada por representantes de la ULEB, se muestra entre paréntesis su antigüedad en la categoría en caso de conocerse. En la temporada 2019/20, los 71 colegiados de la categoría serán los siguientes, con cuatro nuevas incorporaciones (Sébastien Clivaz, Denis Hadžić, Artem Lavrukhin y Vasiliki Tsaroucha):
- Aare Halliko
- Amit Balak
- Anne Panther (4)
- Artem Lavrukhin (1)
- Artūras Šukys
- Benjamín Jiménez
- Borys Ryzhyk (23)
- Carlos Cortés Rey (7)
- Carlos Peruga
- Carmelo Paternicò (17)
- Christos Christodoulou (20)
- Clemens Fritz
- Damir Javor (12)
- Daniel Hierrezuelo (19)
- Denis Hadžić (1)
- Eduard Udyanskyy
- Elias Koromilas (13)
- Emilio Pérez Pizarro
- Emin Moğulkoç
- Erşan Kartal
- Fernando Rocha (25)
- Gytis Vilius
- Hugues Thépénier
- Igor Dragojević
- Ilija Belošević (23)
- Ingus Baumanis
- Ioannis Foufis
- Jakub Zamojski (20)
- Jordi Aliaga (2)
- Joseph Bissang
- Josip Radojković
- Juan Carlos García González
- Jurgis Laurinavičius
- Luigi Lamonica (24)
- Marcin Kowalski
- Mario Majkić
- Marko Juras
- Matej Boltauzer (16)
- Mehdi Difallah (3)
- Michele Rossi
- Miguel Ángel Pérez Pérez
- Milan Nedović
- Milija Vojinović
- Milivoje Jovčić (25)
- Miloš Koljenšić
- Moritz Reiter
- Mykola Ambrosov
- Nick Van den Broeck
- Oļegs Latiševs (13)
- Petri Mäntylä (19)
- Petros Papapetrou
- Piotr Pastusiak (7)
- Rain Peerandi
- Renaud Geller
- Robert Lottermoser (16)
- Robert Vyklický
- Saša Pukl (19)
- Sašo Petek
- Saulius Racys
- Sébastien Clivaz (1)
- Seffi Shemmesh
- Semen Ovinov
- Sérgio Silva
- Sinan Isguder
- Spiros Gkontas (19)
- Sreten Radović (13)
- Tomasz Trawicki
- Tomislav Hordov (6)
- Uroš Nikolić
- Uroš Obrknežević
- Vasiliki Tsaroucha (1)

## Calendario de partidos y sorteos
El calendario de la competición es el siguiente.
| Fase           | Ronda            | Día del sorteo      | Primera vuelta             | Segunda vuelta             | Tercera vuelta             |
| -------------- | ---------------- | ------------------- | -------------------------- | -------------------------- | -------------------------- |
| Fase de grupos | Jornada 1        | 12 de julio de 2019 | 1-2 de octubre de 2019     | 1-2 de octubre de 2019     | 1-2 de octubre de 2019     |
| Fase de grupos | Jornada 2        | 12 de julio de 2019 | 8-9 de octubre de 2019     | 8-9 de octubre de 2019     | 8-9 de octubre de 2019     |
| Fase de grupos | Jornada 3        | 12 de julio de 2019 | 15-16 de octubre de 2019   | 15-16 de octubre de 2019   | 15-16 de octubre de 2019   |
| Fase de grupos | Jornada 4        | 12 de julio de 2019 | 22-23 de octubre de 2019   | 22-23 de octubre de 2019   | 22-23 de octubre de 2019   |
| Fase de grupos | Jornada 5        | 12 de julio de 2019 | 29-30 de octubre de 2019   | 29-30 de octubre de 2019   | 29-30 de octubre de 2019   |
| Fase de grupos | Jornada 6        | 12 de julio de 2019 | 5-6 de noviembre de 2019   | 5-6 de noviembre de 2019   | 5-6 de noviembre de 2019   |
| Fase de grupos | Jornada 7        | 12 de julio de 2019 | 12-13 de noviembre de 2019 | 12-13 de noviembre de 2019 | 12-13 de noviembre de 2019 |
| Fase de grupos | Jornada 8        | 12 de julio de 2019 | 19-20 de noviembre de 2019 | 19-20 de noviembre de 2019 | 19-20 de noviembre de 2019 |
| Fase de grupos | Jornada 9        | 12 de julio de 2019 | 10-11 de diciembre de 2019 | 10-11 de diciembre de 2019 | 10-11 de diciembre de 2019 |
| Fase de grupos | Jornada 10       | 12 de julio de 2019 | 17-18 de diciembre de 2019 | 17-18 de diciembre de 2019 | 17-18 de diciembre de 2019 |
| Top 16         | Jornada 1        | 12 de julio de 2019 | 7-8 de enero de 2020       | 7-8 de enero de 2020       | 7-8 de enero de 2020       |
| Top 16         | Jornada 2        | 12 de julio de 2019 | 14-15 de enero de 2020     | 14-15 de enero de 2020     | 14-15 de enero de 2020     |
| Top 16         | Jornada 3        | 12 de julio de 2019 | 21-22 de enero de 2020     | 21-22 de enero de 2020     | 21-22 de enero de 2020     |
| Top 16         | Jornada 4        | 12 de julio de 2019 | 28-29 de enero de 2020     | 28-29 de enero de 2020     | 28-29 de enero de 2020     |
| Top 16         | Jornada 5        | 12 de julio de 2019 | 4-5 de febrero de 2020     | 4-5 de febrero de 2020     | 4-5 de febrero de 2020     |
| Top 16         | Jornada 6        | 12 de julio de 2019 | 3-4 de marzo de 2020       | 3-4 de marzo de 2020       | 3-4 de marzo de 2020       |
| Playoffs       | Cuartos de final | 12 de julio de 2019 | 17 de marzo de 2020        | 20 de marzo de 2020        | 25 de marzo de 2020        |
| Playoffs       | Semifinales      | 12 de julio de 2019 | 31 de marzo de 2020        | 3 de abril de 2020         | 8 de abril de 2020         |
| Playoffs       | Finales          | 12 de julio de 2019 | 21 de abril de 2020        | 24 de abril de 2020        | 27 de abril de 2020        |

## Fase de grupos
En cada grupo, los equipos jugaron uno contra el otro en un formato de todos contra todos a dos rondas. Los cuatro primeros equipos clasificados avanzaron al Top 16, mientras que los quintos y sextos de cada grupo fueron eliminados.

### Grupo A
| Pos. | Equipo                       | PJ | G | P | PF  | PC  | DP   | Clasificación     |       | VIR   | MBA   | ASM   | PRO    | RLZ   | ULM   |
| ---- | ---------------------------- | -- | - | - | --- | --- | ---- | ----------------- | ----- | ----- | ----- | ----- | ------ | ----- | ----- |
| 1    | Segafredo Virtus Bologna (Q) | 10 | 8 | 2 | 846 | 791 | +55  | Avanzan al Top 16 |       | —     | 87–72 | 77–75 | 88–75  | 96–77 | 92–91 |
| 2    | MoraBanc Andorra (Q)         | 10 | 7 | 3 | 853 | 766 | +87  | Avanzan al Top 16 |       | 93–79 | —     | 95–68 | 81–91  | 84–61 | 97–78 |
| 3    | AS Monaco (Q)                | 10 | 6 | 4 | 763 | 732 | +31  | Avanzan al Top 16 |       | 72–81 | 82–66 | —     | 80–59  | 77–75 | 82–65 |
| 4    | Promitheas Patras (Q)        | 10 | 6 | 4 | 771 | 751 | +20  | Avanzan al Top 16 |       | 78–69 | 66–80 | 74–77 | —      | 88–77 | 82–77 |
| 5    | Maccabi Rishon LeZion (E)    | 10 | 2 | 8 | 740 | 862 | −122 |                   |       | 79–85 | 67–86 | 77–72 | 55–88  | —     | 96–92 |
| 6    | ratiopharm Ulm (E)           | 10 | 1 | 9 | 793 | 864 | −71  |                   | 79–92 | 87–99 | 63–78 | 67–70 | 103–89 | —     |       |

 Fuente: EuroCup Basketball
Criterios de clasificación: Los puntos conseguidos en las prórrogas no cuentan en las clasificaciones, tampoco por las situaciones de desempate.

### Grupo B
| Pos. | Equipo                  | PJ | G | P | PF  | PC  | DP  | Clasificación     |       | URV   | PAR   | TOF   | RYT   | LOK   | CSP   |
| ---- | ----------------------- | -- | - | - | --- | --- | --- | ----------------- | ----- | ----- | ----- | ----- | ----- | ----- | ----- |
| 1    | Umana Reyer Venezia (Q) | 10 | 8 | 2 | 759 | 713 | +46 | Avanzan al Top 16 |       | —     | 63–66 | 76–65 | 76–74 | 66–61 | 93–85 |
| 2    | Partizan NIS (Q)        | 10 | 7 | 3 | 767 | 722 | +45 | Avanzan al Top 16 |       | 69–83 | —     | 93–80 | 86–81 | 80–71 | 77–58 |
| 3    | Tofaş (Q)               | 10 | 5 | 5 | 804 | 822 | −18 | Avanzan al Top 16 |       | 73–80 | 82–72 | —     | 91–81 | 92–90 | 84–71 |
| 4    | Rytas (Q)               | 10 | 4 | 6 | 800 | 811 | −11 | Avanzan al Top 16 |       | 72–81 | 61–66 | 99–83 | —     | 92–86 | 92–78 |
| 5    | Lokomotiv Kuban (E)     | 10 | 4 | 6 | 797 | 780 | +17 |                   |       | 77–63 | 83–76 | 69–72 | 82–87 | —     | 86–75 |
| 6    | Limoges CSP (E)         | 10 | 2 | 8 | 748 | 827 | −79 |                   | 71–78 | 60–82 | 91–82 | 82–61 | 77–92 | —     |       |

 Fuente: EuroCup Basketball
Criterios de clasificación: Los puntos conseguidos en las prórrogas no cuentan en las clasificaciones, tampoco por las situaciones de desempate.

### Grupo C
| Pos. | Equipo                       | PJ | G | P | PF  | PC  | DP  | Clasificación     |       | UNK   | BRE   | DTI    | CJB   | NTR   | OLI    |
| ---- | ---------------------------- | -- | - | - | --- | --- | --- | ----------------- | ----- | ----- | ----- | ------ | ----- | ----- | ------ |
| 1    | UNICS (Q)                    | 10 | 6 | 4 | 783 | 775 | +8  | Avanzan al Top 16 |       | —     | 77–63 | 71–68  | 86–74 | 72–79 | 80–67  |
| 2    | Germani Brescia Leonessa (Q) | 10 | 6 | 4 | 705 | 725 | −20 | Avanzan al Top 16 |       | 84–75 | —     | 35–61  | 87–83 | 85–78 | 78–71  |
| 3    | Darüşşafaka Tekfen (Q)       | 10 | 5 | 5 | 746 | 708 | +38 | Avanzan al Top 16 |       | 77–79 | 61–70 | —      | 92–86 | 72–65 | 72–76  |
| 4    | Joventut Badalona (Q)        | 10 | 5 | 5 | 838 | 834 | +4  | Avanzan al Top 16 |       | 90–73 | 81–68 | 85–82  | —     | 79–77 | 101–81 |
| 5    | Nanterre 92 (E)              | 10 | 4 | 6 | 792 | 809 | −17 |                   |       | 92–94 | 65–73 | 68–82  | 85–78 | —     | 90–87  |
| 6    | Cedevita Olimpija (E)        | 10 | 4 | 6 | 799 | 812 | −13 |                   | 81–76 | 73–62 | 73–79 | 103–81 | 87–93 | —     |        |

 Fuente: EuroCup Basketball
Criterios de clasificación: Los puntos conseguidos en las prórrogas no cuentan en las clasificaciones, tampoco por las situaciones de desempate.

### Grupo D
| Pos. | Equipo                       | PJ | G | P | PF  | PC  | DP  | Clasificación     |       | UNI   | GAL   | EWE    | TRE    | BUD    | ARK   |
| ---- | ---------------------------- | -- | - | - | --- | --- | --- | ----------------- | ----- | ----- | ----- | ------ | ------ | ------ | ----- |
| 1    | Unicaja (Q)                  | 10 | 7 | 3 | 845 | 774 | +71 | Avanzan al Top 16 |       | —     | 88–83 | 108–68 | 93–74  | 83–70  | 91–69 |
| 2    | Galatasaray Doğa Sigorta (Q) | 10 | 6 | 4 | 813 | 792 | +21 | Avanzan al Top 16 |       | 91–80 | —     | 92–80  | 76–81  | 84–83  | 92–73 |
| 3    | EWE Baskets Oldenburg (Q)    | 10 | 6 | 4 | 840 | 850 | −10 | Avanzan al Top 16 |       | 91–78 | 79–72 | —      | 108–88 | 102–99 | 74–78 |
| 4    | Dolomiti Energia Trento (Q)  | 10 | 5 | 5 | 797 | 817 | −20 | Avanzan al Top 16 |       | 88–76 | 64–70 | 91–81  | —      | 69–76  | 80–91 |
| 5    | Budućnost VOLI (E)           | 10 | 3 | 7 | 784 | 775 | +9  |                   |       | 81–82 | 94–78 | 83–85  | 68–77  | —      | 59–62 |
| 6    | Asseco Arka Gdynia (E)       | 10 | 3 | 7 | 710 | 781 | −71 |                   | 59–66 | 78–83 | 61–73 | 78–85  | 61–78  | —      |       |

 Fuente: EuroCup Basketball
Criterios de clasificación: Los puntos conseguidos en las prórrogas no cuentan en las clasificaciones, tampoco por las situaciones de desempate.

## Top 16
En cada grupo, los equipos jugaron en formato de todos contra todos a dos rondas. Los dos primeros equipos calificados avanzan a los cuartos de final, mientras que los dos últimos equipos serán eliminados. Las jornadas fueron del 2 de enero al 6 de febrero de 2019.

### Grupo E
| Pos. | Equipo                       | PJ | G | P | PF  | PC  | DP  | Clasificación              |       | PAR   | VIR    | DTI   | TRE   |
| ---- | ---------------------------- | -- | - | - | --- | --- | --- | -------------------------- | ----- | ----- | ------ | ----- | ----- |
| 1    | Partizan NIS (Q)             | 6  | 5 | 1 | 489 | 418 | +71 | Avanzan a cuartos de final |       | —     | 99–81  | 69–57 | 91–75 |
| 2    | Segafredo Virtus Bologna (Q) | 6  | 4 | 2 | 519 | 488 | +31 | Avanzan a cuartos de final |       | 82–84 | —      | 83–72 | 94–70 |
| 3    | Darüşşafaka Tekfen (E)       | 6  | 3 | 3 | 458 | 464 | −6  |                            |       | 65–63 | 96–106 | —     | 73–69 |
| 4    | Dolomiti Energia Trento (E)  | 6  | 0 | 6 | 413 | 509 | −96 |                            | 58–83 | 67–73 | 74–95  | —     |       |

 Fuente: EuroCup Basketball
Criterios de clasificación: Los puntos conseguidos en las prórrogas no cuentan en las clasificaciones, tampoco por las situaciones de desempate.

### Grupo F
| Pos. | Equipo                       | PJ | G | P | PF  | PC  | DP  | Clasificación              |       | PRO   | URV   | EWE   | BRE   |
| ---- | ---------------------------- | -- | - | - | --- | --- | --- | -------------------------- | ----- | ----- | ----- | ----- | ----- |
| 1    | Promitheas Patras (Q)        | 6  | 4 | 2 | 440 | 383 | +57 | Avanzan a cuartos de final |       | —     | 68–70 | 81–70 | 67–56 |
| 2    | Umana Reyer Venezia (Q)      | 6  | 4 | 2 | 452 | 462 | −10 | Avanzan a cuartos de final |       | 52–70 | —     | 82–78 | 68–60 |
| 3    | EWE Baskets Oldenburg (E)    | 6  | 2 | 4 | 474 | 501 | −27 |                            |       | 72–97 | 98–87 | —     | 89–84 |
| 4    | Germani Brescia Leonessa (E) | 6  | 2 | 4 | 421 | 441 | −20 |                            | 63–57 | 88–93 | 70–67 | —     |       |

 Fuente: EuroCup Basketball
Criterios de clasificación: Los puntos conseguidos en las prórrogas no cuentan en las clasificaciones, tampoco por las situaciones de desempate.

### Grupo G
| Pos. | Equipo                       | PJ | G | P | PF  | PC  | DP  | Clasificación              |       | ASM   | UNK   | RYT   | GAL   |
| ---- | ---------------------------- | -- | - | - | --- | --- | --- | -------------------------- | ----- | ----- | ----- | ----- | ----- |
| 1    | AS Monaco (Q)                | 6  | 4 | 2 | 494 | 443 | +51 | Avanzan a cuartos de final |       | —     | 85–60 | 86–61 | 73–85 |
| 2    | UNICS (Q)                    | 6  | 3 | 3 | 481 | 483 | −2  | Avanzan a cuartos de final |       | 78–84 | —     | 82–69 | 94–69 |
| 3    | Rytas (E)                    | 6  | 3 | 3 | 468 | 482 | −14 |                            |       | 80–75 | 86–91 | —     | 83–75 |
| 4    | Galatasaray Doğa Sigorta (E) | 6  | 2 | 4 | 471 | 506 | −35 |                            | 79–91 | 90–76 | 73–89 | —     |       |

 Fuente: EuroCup Basketball
Criterios de clasificación: Los puntos conseguidos en las prórrogas no cuentan en las clasificaciones, tampoco por las situaciones de desempate.

### Grupo H
| Pos. | Equipo                | PJ | G | P | PF  | PC  | DP  | Clasificación              |       | UNI    | TOF   | CJB   | MBA   |
| ---- | --------------------- | -- | - | - | --- | --- | --- | -------------------------- | ----- | ------ | ----- | ----- | ----- |
| 1    | Unicaja (Q)           | 6  | 4 | 2 | 510 | 500 | +10 | Avanzan a cuartos de final |       | —      | 76–68 | 90–84 | 84–75 |
| 2    | Tofaş (Q)             | 6  | 4 | 2 | 493 | 479 | +14 | Avanzan a cuartos de final |       | 84–82  | —     | 91–76 | 97–94 |
| 3    | Joventut Badalona (E) | 6  | 3 | 3 | 528 | 528 | 0   |                            |       | 101–86 | 88–84 | —     | 90–87 |
| 4    | MoraBanc Andorra (E)  | 6  | 1 | 5 | 497 | 521 | −24 |                            | 88–92 | 63–69  | 90–89 | —     |       |

 Fuente: EuroCup Basketball
Criterios de clasificación: Los puntos conseguidos en las prórrogas no cuentan en las clasificaciones, tampoco por las situaciones de desempate.

## Fase final
En los playoffs, los equipos que juegan entre sí deben ganar dos partidos para ganar la serie. Por lo tanto, si un equipo gana dos partidos antes de que se hayan jugado los tres, se omite el partido restante. El equipo que terminó en el Top 16 en mejor posición jugará el primero y el tercero (si es necesario) de los partidos de la serie en casa (L).
|  | Cuartos de final | Cuartos de final         | Cuartos de final | Cuartos de final | Cuartos de final |  |  | Semifinales | Semifinales  | Semifinales | Semifinales | Semifinales |  |  | Final      | Final      | Final      | Final      | Final      |  |
|  | Suspendido       | Suspendido               | Suspendido       | Suspendido       | Suspendido       |  |  | Suspendido  | Suspendido   | Suspendido  | Suspendido  | Suspendido  |  |  | Suspendido | Suspendido | Suspendido | Suspendido | Suspendido |  |
|  |                  |                          |                  |                  |                  |  |  |             |              |             |             |             |  |  |            |            |            |            |            |  |
|  |                  |                          |                  |                  |                  |  |  |             |              |             |             |             |  |  |            |            |            |            |            |  |
|  | L                | Partizan NIS             |                  |                  |                  |  |  |             |              |             |             |             |  |  |            |            |            |            |            |  |
|  | L                | Partizan NIS             |                  |                  |                  |  |  |             |              |             |             |             |  |  |            |            |            |            |            |  |
|  |                  | UNICS                    |                  |                  |                  |  |  |             |              |             |             |             |  |  |            |            |            |            |            |  |
|  |                  | Bandera de ?             |                  |                  |                  |  |  |             |              |             |             |             |  |  |            |            |            |            |            |  |
|  |                  |                          |                  |                  |                  |  |  |             |              |             |             |             |  |  |            |            |            |            |            |  |
|  |                  |                          | Bandera de ?     |                  |                  |  |  |             |              |             |             |             |  |  |            |            |            |            |            |  |
|  | L                | Promitheas Patras        |                  |                  |                  |  |  |             |              |             |             |             |  |  |            |            |            |            |            |  |
|  | L                | Promitheas Patras        |                  |                  |                  |  |  |             |              |             |             |             |  |  |            |            |            |            |            |  |
|  |                  | Tofaş                    |                  |                  |                  |  |  |             |              |             |             |             |  |  |            |            |            |            |            |  |
|  |                  |                          |                  |                  |                  |  |  |             | Bandera de ? |             |             |             |  |  |            |            |            |            |            |  |
|  |                  |                          |                  |                  |                  |  |  |             |              |             |             |             |  |  |            |            |            |            |            |  |
|  |                  |                          | Bandera de ?     |                  |                  |  |  |             |              |             |             |             |  |  |            |            |            |            |            |  |
|  | L                | AS Monaco                |                  |                  |                  |  |  |             |              |             |             |             |  |  |            |            |            |            |            |  |
|  | L                | AS Monaco                |                  |                  |                  |  |  |             |              |             |             |             |  |  |            |            |            |            |            |  |
|  |                  | Segafredo Virtus Bologna |                  |                  |                  |  |  |             |              |             |             |             |  |  |            |            |            |            |            |  |
|  |                  | Bandera de ?             |                  |                  |                  |  |  |             |              |             |             |             |  |  |            |            |            |            |            |  |
|  |                  |                          |                  |                  |                  |  |  |             |              |             |             |             |  |  |            |            |            |            |            |  |
|  |                  |                          | Bandera de ?     |                  |                  |  |  |             |              |             |             |             |  |  |            |            |            |            |            |  |
|  | L                | Unicaja                  |                  |                  |                  |  |  |             |              |             |             |             |  |  |            |            |            |            |            |  |
|  | L                | Unicaja                  |                  |                  |                  |  |  |             |              |             |             |             |  |  |            |            |            |            |            |  |
|  |                  | Umana Reyer Venezia      |                  |                  |                  |  |  |             |              |             |             |             |  |  |            |            |            |            |            |  |
|  |                  |                          |                  |                  |                  |  |  |             |              |             |             |             |  |  |            |            |            |            |            |  |
|  |                  |                          |                  |                  |                  |  |  |             |              |             |             |             |  |  |            |            |            |            |            |  |

| Campeón de la Eurocup 2019-20 |
| ----------------------------- |
| Por definir X título          |

## Galardones
Se listan los galardones oficiales de la Eurocup 2019–20.

### MVP
Fase de grupos
| Jugador        | Equipo                   | Ref.  |
| -------------- | ------------------------ | ----- |
| Miloš Teodosić | Segafredo Virtus Bologna | [ 7 ] |

Top 16 MVP
| Jugador        | Equipo | Ref.  |
| -------------- | ------ | ----- |
| Devin Williams | Tofaş  | [ 8 ] |

### Jugador de la jornada
Fase de grupos
| Jornada | Jugador            | Equipo                   | Val. | Ref.   |
| ------- | ------------------ | ------------------------ | ---- | ------ |
| 1       | Chris Babb         | Promitheas               | 29   | [ 9 ]  |
| 1       | Kenny Chery        | Nanterre 92              | 29   | [ 9 ]  |
| 1       | Greg Whittington   | Galatasaray Doğa Sigorta | 29   | [ 9 ]  |
| 2       | Rade Zagorac       | Partizan NIS             | 35   | [ 10 ] |
| 3       | Alex Hamilton      | Maccabi Rishon LeZion    | 38   | [ 11 ] |
| 4       | Errick McCollum    | UNICS                    | 41   | [ 12 ] |
| 5       | Zoran Dragić       | ratiopharm Ulm           | 30   | [ 13 ] |
| 5       | Derek Willis       | ratiopharm Ulm (2)       | 30   | [ 13 ] |
| 6       | Mitchell Watt      | Umana Reyer Venezia      | 37   | [ 14 ] |
| 7       | Hassan Martin      | Budućnost VOLI           | 29   | [ 15 ] |
| 7       | Sammy Mejía        | Tofaş                    | 29   | [ 15 ] |
| 8       | Michael Bramos     | Umana Reyer Venezia (2)  | 28   | [ 16 ] |
| 8       | Tyler Larson       | EWE Baskets Oldenburg    | 28   | [ 16 ] |
| 9       | Alessandro Gentile | Dolomiti Energia Trento  | 39   | [ 17 ] |
| 10      | James Kelly        | Maccabi Rishon LeZion    | 40   | [ 18 ] |

Top 16
| Jornada | Jugador               | Equipo                | Val. | Ref.   |
| ------- | --------------------- | --------------------- | ---- | ------ |
| 1       | Rašid Mahalbašić      | EWE Baskets Oldenburg | 38   | [ 19 ] |
| 2       | Deon Thompson         | Unicaja               | 27   | [ 20 ] |
| 3       | Klemen Prepelič       | Joventut              | 45   | [ 21 ] |
| 4       | Loukas Mavrokefalidis | Promitheas            | 37   | [ 22 ] |
| 5       | Corey Walden          | Partizan NIS          | 33   | [ 23 ] |
| 6       | Devin Williams        | Tofaş                 | 32   | [ 24 ] |